# Gare de Yotsuya
La gare de Yotsuya (四ツ谷駅, Yotsuya-eki) est une gare ferroviaire de la ville de Tokyo au Japon. Elle est située dans le quartier de Yotsuya dans l'arrondissement de Shinjuku. La gare est desservie par les lignes de la JR East et du Tokyo Metro.

## Situation ferroviaire
La gare de Yotsuya est située au point kilométrique (PK) 6,6 de la ligne Chūō, au PK 7,9 de la ligne Namboku et au PK 10,5 de la ligne Marunouchi.

## Histoire
La gare a été inaugurée le 9 septembre 1894.

## Services aux voyageurs

### Desserte

#### JR East
- Ligne Chūō :
  - voie 1 : direction Tokyo
  - voie 2 : direction Shinjuku et Takao
- Ligne Chūō-Sōbu :
  - voie 3 : direction Kinshichō, Funabashi et Chiba
  - voie 4 : direction Shinjuku, Nakano et Mitaka

#### Tokyo Metro
- Ligne Marunouchi :
  - voie 1 : direction Ogikubo
  - voie 2 : direction Ikebukuro
- Ligne Namboku :

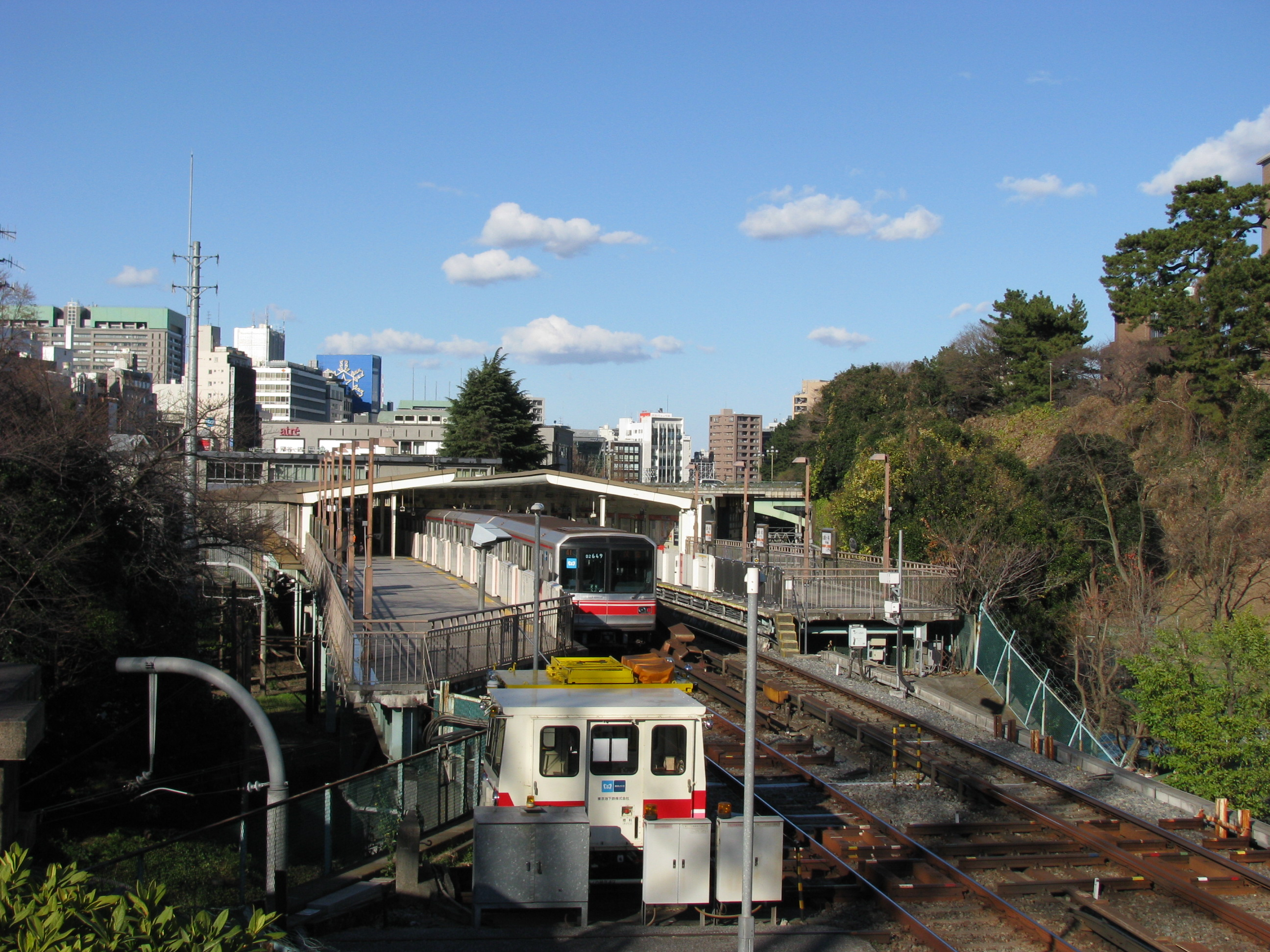
La station de la ligne Marunouchi

  - voie 3 : direction Akabane-Iwabuchi (interconnexion avec la ligne Saitama Railway pour Urawa-Misono)
  - voie 4 : direction Meguro (interconnexion avec la ligne Tōkyū Meguro pour Hiyoshi)